# Guerra Anglo-nepalesa

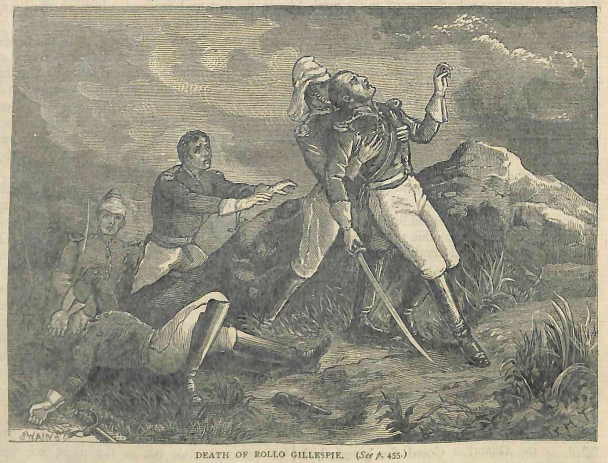
A morte de Rollo Gillespie na Batalha de Nalapani.

A Guerra Anglo-Nepalesa (1 de novembro de 1814 – 4 de março de 1816), também conhecida como Guerra dos Gurkha, foi travada entre o exército Gurkha do Reino do Nepal (atual Nepal) e as forças britânicas da Companhia das Índias Orientais (atual Índia). Ambos os lados tinham planos de expansão ambiciosos para o norte montanhoso do subcontinente indiano. A guerra terminou com a assinatura do Tratado de Sugauli em 1816, que cedeu alguns territórios controlados nepaleses a Companhia Britânica das Índias Orientais.